# Gustav Bucky
Gustav Peter Bucky (Leipzig, 3 september 1880 – New York, 19 februari 1963) was een Duits-Amerikaans radioloog die belangrijke verbeteringen doorvoerde in de röntgenfotografie. Het Bucky-diagram en de Buckykamer, een apparaat die verstrooiing van röntgenstralen op de röntgenfilm voorkomt, zijn naar hem uitgevonden.
Bucky bracht een groot deel van zijn carrière door in zowel Duitsland als de Verenigde Staten. Hij was goede vrienden met Albert Einstein en deelde een patent met hem voor een zelfinstellende fotocamera.

## Biografie
De in Leipzig geboren Bucky wilde eigenlijk ingenieur worden, maar zijn ouders zorgden ervoor dat hij geneeskunde ging studeren. Bij studeerde medicijnen in zowel Genève als Leipzig en behaalde zijn artsendiploma in 1906 na voltooiing van een proefschrift over het mechanisme van de beweging van paratyfus van lymfe- en bloedvaten naar het maag-darmkanaal.
Van het midden van de jaren 1890 worstelden artsen met een factor die het nuttig gebruik van röntgenstralen beperkte: wanneer röntgendeeltjes het lichaam van patiënt raken worden er secondaire deeltjes losgemaakt die vervolgens in alle richtingen verstrooien. Deze zorgen ervoor dat er een waas vormt in de opname op de röntgenfoto. In 1913 vond Bucky een systeem van twee roosters uit die elk uit dunnen lamellen bestaan. Een rooster werd tussen de röntgenbron en de patiënt geplaatst en der ander tussen de patiënt en de röntgenfilm. Beide roosters zorgen ervoor dat verstrooiende deeltjes worden afgevangen, zodat die geen waas meer vormen op de opname.
Bucky presenteerde zijn uitvinding aan de Duitse Röntgen Sociëteit en vroeg octrooi aan in zowel Duitsland als de Verenigde Staten. In 1923 vertrok hij naar de Verenigde Staten waar hij de zevende arts was die een New Yorkse artsenlicentie verkreeg zonder hiervoor examen te hoeven doen. Echter, na de Eerste Wereldoorlog raakte Bucky zijn patentrechten in Amerika kwijt als gevolg van verbeurdverklarende wetten op burgers van de centrale mogendheden. Hierdoor liep hij elke verdienste mis op zijn uitvinding van het Bucky-diagram.
Een nadeel van Bucky’s uitvinding was dat de lamellen dunnen strepen veroorzaakte op de röntgenfoto’s. Later verbeterde een Amerikaanse radioloog, Hollis E. Potter, zijn uitvinding door de roosters laten trillen zodat de röntgenopname geen schaduw van de lamellen meer laat zien. In 1929 nam Bucky een baan in Duitsland aan als afdelingshoofd radiologie van het Rudolf Virchow Ziekenhuis. Vanwege politieke ontwikkelingen in nazi-Duitsland emigreerde hij in 1933 naar de Verenigde Staten, alwaar hij nauw bevriend raakte met Albert Einstein.
Bucky probeerde een deel van zijn octrooi-inkomsten terug te krijgen door het patenteren van wijzigingen op bestaande beeldtechnologieën. Als gevolg daarvan werd hij vaak aangeklaagd wegens patentinbreuk en het was Einstein die zijn patentexpertise aanwende om Bucky te helpen om hem uit deze situatie te bevrijden.